# چانیتوری
چانیتوری (گرجی: ჭანიეთური) یک روستا در شهرداری ازورگتی ناحیه گوریا در غرب گرجستان است.